# Cerro Peineta
El cerro Peineta   es una montaña en el campo de hielo patagónico sur con una altitud de 1975 metros sobre el nivel del mar, o 74 metros sobre el terreno circundante. Tiene unos 0,66 kilómetros de ancho en su pie. Se encuentra en la provincia de Santa Cruz, Argentina y forma parte del parque nacional Los Glaciares. Previamente al acuerdo de 1998 entre Argentina y Chile este cerro era considerado como limítrofe por Chile.
El terreno alrededor de Cerro Peineta es en su mayoría montañoso, pero en el oeste es la zona montañosa. El área más alta alrededor tiene una altitud de 2459 metros y está a 3,9 km al noroeste del cerro Peineta, es más pequeña. No hay poblados cercanos al cerro
El área alrededor del Cerro Peineta está cubierta casi completamente de hielo. El clima es ártico. La temperatura media es de -6 °C. El mes más cálido es febrero, a -2 °C, y el más frío es julio, a -10 °C.